# Miacoïdeus

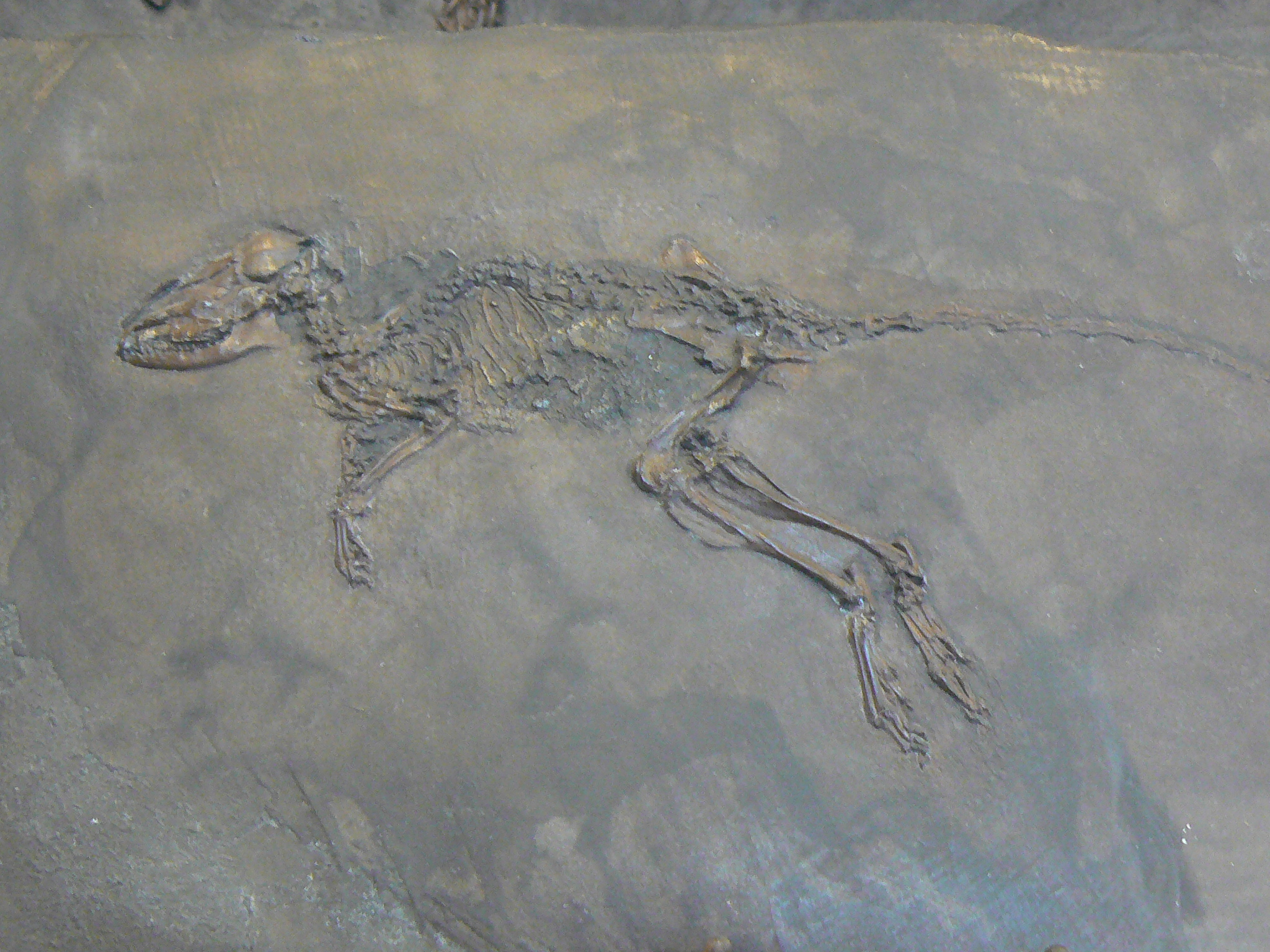
Esquelet d'un miàcid indeterminat

Els miacoïdeus (Miacoidea) són una superfamília extinta de carnivoraformes que actualment es considera parafilètica i, per tant, invàlida. Eren carnivoramorfs basal que visqueren a les èpoques del Paleocè i l'Eocè, fa entre 50 i 35 milions d'anys. Contenia dues famílies: els miàcids (també parafilètics) i els viverràvids. Eren un tàxon calaix de sastre en el qual els científics anaren abocant durant dècades tàxons que tenien caràcters propis dels carnívors, però que no entraven en cap dels subgrups de carnívors.